# Ross Turnbull
Ross Turnbull (Bishop Auckland, Durham, Inglaterra, 4 de enero de 1985) es un exfutbolista inglés. Se desempeñaba como guardameta y actualmente es el entrenador de porteros del Hartlepool United de Inglaterra.

## Infancia
Turnbull asistió a la Escuela Primaria de Byerley Park y al Colegio Tecnológico Comunitario de Woodham. Inicialmente, Turnbull se desempeñó como centrocampista en el equipo de su ciudad natal, el Newton Aycliffe Youth Centre AFC, pero luego se convirtió en guardameta gracias a su entrenador Arthur Vickerstaff. Luego, Turnbull estuvo a prueba en equipos como el Darlington FC o el Sunderland AFC, pero terminó siendo fichado por la academia del Middlesbrough FC. Sin embargo, a pesar de haber firmado con el Middlesbrough, Turnbull creció siendo un seguidor del Newcastle United.

## Trayectoria

### Middlesbrough
Después de jugar en equipos juveniles, Turnbull firmó un contrato profesional con el Middlesbrough FC en el 2002. Ha sido cedido en préstamo a varios equipos ingleses como el Darlington FC, el Barnsley FC, el Bradford City y el Crewe Alexandra.
En julio de 2007 Turnbull fue cedido en préstamo al Cardiff City. Llegó en reemplazo de Neil Alexander, quien dejó al club por una disputa contractual. Comenzó la temporada como guardameta titular pero tuvo graves errores en el empate a 2-2 entre el Cardiff City y el Preston North End, lo que provocó que fuera relegado a la banca todo su préstamo, siendo reemplazado por Michael Oakes. Recaló al Middlesbrough el 5 de octubre de 2007 a raíz de una lesión que sufrió el segundo guardameta Brad Jones. Después de su regreso, Turnbull jugó dos partidos con el Middlesbrough debido al que el guardameta titular Mark Schwarzer sufrió una fractura de su pulgar. Uno de esos juegos que disputó Turnbull fue la victoria por 2-1 del Middlesbrough sobre el Arsenal FC el 9 de diciembre de 2007.
Después de militar 11 años en el Middlesbrough, Mark Schwarzer abandonó al club para fichar por el Fulham FC en el verano de 2008. El entrenador del Middlesbrough, Gareth Southgate, decidió no contratar otro guardameta y les permitió a Turnbull y a Jones pelear por el puesto titular. Aunque Jones jugó el primer partido de la temporada, Turnbull jugó en la derrota de su equipo por 2-1 ante el Liverpool FC la siguiente semana, cuando Jones se lesionó durante el calentamiento antes de dicho partido. En junio de 2009, Turnbull rechazó un contrato de renovación del Middlesbrough e informó que dejaría al club cuando su contrato expirara al final del mes.

### Chelsea

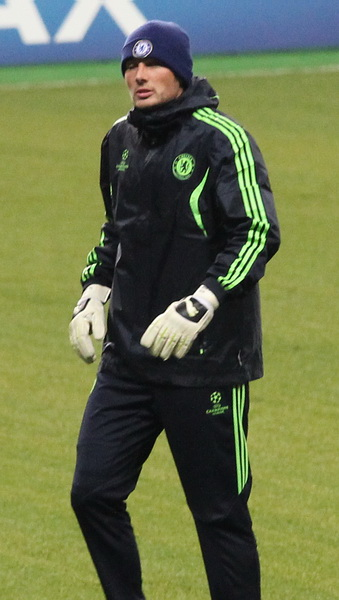
Turnbull entrenando.

El 2 de julio de 2009 Turnbull fue contratado por el Chelsea FC, con el cual firmó un contrato de 4 años. Turnbull dijo que no iba a ser el arquero suplente de Petr Čech y que iba a luchar con todo por un puesto como titular. Se le asignó el dorsal #22. Debutó con el Chelsea el 21 de julio de ese mismo año en el World Football Challenge en contra del Inter de Milán, entrando de cambio al minuto 62 por Petr Čech. En ese partido, el Chelsea se llevó la victoria por 2-0.
Su primera participación con el equipo fue después de ser llamado a la banca para el primer partido de la temporada 2009-10 frente al Hull City en Stamford Bridge, en donde el Chelsea se impuso por 2-1, aunque Turnbull no debutó. Luego, en su debut con el equipo de reservas, Turnbull tuvo un partido para el olvido, al haber concedido 4 goles en la derrota del Chelsea 4-0 ante el equipo de reservas del Aston Villa.
Su debut oficial con el Chelsea fue el 28 de octubre de 2009 en un partido de Football League Cup ante el Bolton Wanderers, al haber entrado de cambio al minuto 22 por Henrique Hilário, después de que éste se haya lesionado. En ese partido el Chelsea se impuso por 4-0. Su debut como titular fue en la Liga de Campeones el 8 de diciembre de 2009 ante el APOEL FC, donde el Chelsea y el APOEL empataron a 2-2.
Turnbull hizo su debut como titular en la Premier League ante el West Ham United el 13 de marzo de 2010, ya que tanto Petr Čech como Henrique Hilário estaban lesionados. En ese partido el Chelsea se impuso por 4-1. Luego, el 16 de marzo de 2010, en la ronda de octavos de final de la Liga de Campeones, Turnbull se enfrentó al equipo ante el cual ya había disputado su primer partido como jugador del Chelsea, el Inter de Milán, disputando el partido como titular. Sin embargo, el Inter venció al Chelsea por 1-0 en Stamford Bridge, calificando a la siguiente ronda.
Turnbull no formó parte de la plantilla que derrotó al Portsmouth FC por 1-0 en la final de la FA Cup el 15 de mayo de 2010, pero aun así recibió su medalla de ganador. Sin embargo, Turnbull no logró disputar los sufcientes encuentros como para recibir su medalla de Premier League.

## Selección nacional
Turnbull ha sido internacional con la Selección de Inglaterra Sub-20, siendo internacional con esta en la Copa Mundial de Fútbol Juvenil de 2003.

## Clubes
| Club             | País       | Año         |
| ---------------- | ---------- | ----------- |
| Middlesbrough FC | Inglaterra | 2002 - 2003 |
| Darlington FC    | Inglaterra | 2003        |
| Barnsley FC      | Inglaterra | 2004        |
| Bradford City    | Inglaterra | 2004        |
| Barnsley FC      | Inglaterra | 2004 - 2005 |
| Crewe Alexandra  | Inglaterra | 2005 - 2006 |
| Middlesbrough FC | Inglaterra | 2006 - 2007 |
| Cardiff City     | Gales      | 2007        |
| Middlesbrough FC | Inglaterra | 2008 - 2009 |
| Chelsea FC       | Inglaterra | 2009 - 2013 |
| Doncaster Rovers | Inglaterra | 2013 - 2014 |
| Barnsley FC      | Inglaterra | 2014 - 2015 |
| Leeds United FC  | Inglaterra | 2015 - 2017 |

### Campeonatos internacionales
| Título                       | Club        | País       | Temporada/Año |
| ---------------------------- | ----------- | ---------- | ------------- |
| Liga de Campeones de la UEFA | Chelsea F.C | Inglaterra | 2011-12       |
| Liga Europea de la UEFA      | Chelsea F.C | Inglaterra | 2012-13       |